# Stanislas Leibler
Stanislas Leibler (ur. 1957) – polsko-francusko-amerykański biolog teoretyczny i eksperymentalny oraz fizyk; zajmuje się biologią syntetyczną i biologią systemów. 
Urodził się w Polsce i ukończył studia licencjackie z fizyki na Uniwersytecie Warszawskim. Dalszą edukację kontynuował we Francji; doktoryzował na Uniwersytecie Paryskim. Pełnił funkcję profesora na Uniwersytecie Princeton i Uniwersytecie Rockefellera. 
Laureat Nagrody Maxa Delbrucka (2015) za badania nad projektowaniem sieci genetycznych jako podstawy biologii systemów oraz pionierską pracę nad wytrzymałością systemów biologicznych. Wraz z Michaelem Elowitzem zbudował syntetyczną sieć regulacji ekspresji genów (represilator) u pałeczki okrężnicy zaprogramowaną do oscylacyjnego świecenia. Sieć opierała się na ujemnym spręzeniu zwrotnym. Odkrycie Leiblera i Elowitza jest uznawane za jedno z najważniejszych odkryć w historii biologii syntetycznej. Leibler zajmuje się również badaniem populacji drobnoustrojów, opisem zbiorowych zachowań biomolekuł, komórek i organizmów oraz tym, jak poszczególne elementy mogą powodować złożone zjawiska zbiorowe.
Członek Narodowej Akademii Nauk. Przez media uznawany za jednego z kandydatów do Nagrody Nobla z dziedziny chemii oraz fizjologii i medycyny.